# Liste der Monuments historiques in Mennouveaux
Die Liste der Monuments historiques in Mennouveaux führt die Monuments historiques in der französischen Gemeinde Mennouveaux auf.

## Liste der Objekte
| Bezeichnung | Beschreibung                        | Standort                       | Kennzeichnung | Schutzstatus | Datum | Bild |
| ----------- | ----------------------------------- | ------------------------------ | ------------- | ------------ | ----- | ---- |
| Paxtafel    | Metall, versilbert, 18. Jahrhundert | in der Kirche St-Martin (Lage) | PM52000892    | Classé       | 1976  |      |